# Gabinete Daladier V
O Gabinete Daladier V foi o ministério formado por Édouard Daladier em 13 de setembro de 1939 e dissolvido em 20 de março de 1940. Foi o 107º gabinete da Terceira República Francesa, sendo antecedido pelo Gabinete Daladier IV e sucedido pelo Gabinete Reynaud.

## Contexto
Em 13 de setembro de 1939, Édouard Daladier reorganizou seu gabinete mais uma vez. Além disso, observando a existência do Pacto Germano-Soviético de 23 de agosto daquele ano e a invasão soviética da Polônia em conjunto com os nazistas, ele tomou medidas contra o Partido Comunista Francês (PCF), considerado pelo governo uma organização propensa à traição: a imprensa comunista foi proibida pelo decreto de 26 de agosto de 1939. O PCF foi então dissolvido e banido em 26 de setembro daquele ano, também por decreto, e, finalmente, os representantes comunistas eleitos foram destituídos de seus mandatos.
Após a Guerra de Inverno contra a Finlândia, iniciada pela União Soviética, e a ausência de intervenção da França, Daladier foi deposto em 20 de março de 1940. Ele, no entanto, permaneceu como ministro da Defesa Nacional e da Guerra no gabinete de seu sucessor, Paul Reynaud.

## Composição
- Presidente da República: Albert Lebrun
- Presidente do Conselho de Ministros: Édouard Daladier
- Vice-presidente do Conselho e Coordenador de Serviços: Camille Chautemps
- Ministro dos Estrangeiros: Édouard Daladier
- Ministro da Justiça: Georges Bonnet
- Ministro do Interior: Albert Sarraut
- Ministro da Guerra e Defesa Nacional: Édouard Daladier
- Ministro das Finanças: Paul Reynaud
- Ministro da Economia Nacional: Raymond Patenôtre (1939)
- Ministro da Educação Nacional: Yvon Delbos
- Ministro das Obras Públicas: Anatole de Monzie
- Ministro da Agricultura: Henri Queuille
- Ministro do Comércio: Fernand Gentin
- Ministro dos Correios, Telégrafos e Telefones: Alfred Jules-Julien
- Ministro do Trabalho: Charles Pomaret
- Ministro dos Assuntos dos Veteranos e Pensionistas: René Besse
- Ministro da Saúde Pública: Marc Rucart
- Ministro da Marinha Militar: César Campinchi
- Ministro do Ar: Guy La Chambre
- Ministro das Colônias: Georges Mandel
- Ministro da Marinha Mercante: Alphonse Rio
- Ministro dos Armamentos: Raoul Dautry
- Ministro do Bloqueio: Georges Pernot

## Realizações
- Dissolução dos municípios controlados por comunistas.[4]